# Wervicq-Sud
 Wervicq-Sud  es una población y comuna francesa, en la región de Norte-Paso de Calais, departamento de Norte, en el distrito de Lille y cantón de Quesnoy-sur-Deûle.

## Historia
Villa del Condado de Flandes, en 1578 fue saqueada e incendiada por los hugonotes. Un año después, mediante la Unión de Arrás, quedó en manos de los Países Bajos Españoles hasta 1667 cuando es ocupada por las tropas francesas.

## Demografía
| 1 525                     | 1 241 | 1 234 | 1 489 | 1 725 | 1 683 | 1 801 | 1 872 | 2 159 | 2 608 | 2 989 | 3 038 | 2 985 | 2 545 | 2 517 | 2 313 | 2 311 | 2 390 | 2 304 | 2 294 | 1 884 | 2 060 | 2 017 | 2 002 | 2 328 | 2 074 | 2 593 | 3 114 | 3 991 | 4 163 | 4 328 | 4 288 | 4 683 | 4 698 |
| (Fuente: Cassini e INSEE) |       |       |       |       |       |       |       |       |       |       |       |       |       |       |       |       |       |       |       |       |       |       |       |       |       |       |       |       |       |       |       |       |       |